# François Blin (cyclisme)
Pour les articles homonymes, voir François Blin et Blin.
François Blin, né le 12 avril 1910 à Avion dans le département du Pas-de-Calais et mort le 28 juillet 1987 à Carnoy, est un coureur cycliste français, professionnel de 1932 à 1937.

## Biographie
Avant sa carrière professionnelle, François Blin vit chez ses parents à la Cité des Mines de Liévin, route d'Arleux et est membre du Vélo Club Avionnais, sous la tutelle de son animateur Eugène Thumerelle.
À la fin de sa scolarité, il devient plâtrier.
C'est avec le Premier pas Dunlop qu'il fait ses débuts dans la compétition cycliste.   
Il terminera souvent dans les dix premiers à la course Paris-Avion entre 1928 et 1934,. 
Il tiendra ensuite un magasin de cycles.
En mai 1985, est inauguré le Stade François Blin à Avion, et pour l'occasion un match oppose les équipes de football du CS Avion, et de l'équipe réserve du RC Lens.

## Palmarès
- 1932
  - 2e de Paris-Fourmies
- 1933
  - Paris-Lens
  - 3e étape du Tour du Nord
  - 2e du Circuit minier et métallurgique du Nord
  - 3e du Tour du Nord
- 1934
  - Paris-Lens
  - Circuit du Port de Dunkerque
  - 3e étape du Tour du Nord
  - 2e étape du Circuit du Pas-de-Calais
  - 2e de À travers les Hauts-de-France
  - 2e de Paris-Hénin Liétard
  - 2e de Paris-Valenciennes
- 1935
  - 2e de Paris-Hénin Liétard
  - 2e du Circuit minier et métallurgique du Nord
- 1936
  - Paris-Somain